# Bison schoetensacki
Il bisonte delle boscaglie (Bison schoetensacki) è stato un bisonte, ora estinto, vissuto durante il Pleistocene medio e superiore (circa 800.000 - 30.000 anni fa). I suoi resti fossili sono stati ritrovati in Europa.

## Descrizione
Questo bisonte era di taglia inferiore rispetto a quella di altri bisonti della sua epoca (come Bison priscus), ed è probabile che non raggiungesse il metro e settanta di altezza al garrese. Le forme erano inoltre più snelle e le corna più corte. L'aspetto doveva essere molto simile a quello dell'attuale bisonte europeo (Bison bonasus), di cui è stato a volte considerato l'antenato.

## Classificazione
Bison schoetensacki venne descritto per la prima volta da Freudenberg nel 1910. Numerosi fossili di questo animale sono stati ritrovati in Germania, Francia, Repubblica Ceca, Italia. In passato Bison schoetensacki venne considerato un possibile antenato dell'attuale bisonte europeo, viste le similitudini nella morfologia generale, ed è stato addirittura ritenuto una semplice sottospecie di quest'ultimo (B. bonasus schoetensacki). Tuttavia, ulteriori ricerche hanno indicato che il bisonte europeo potrebbe essere derivato da una forma particolare di Bison priscus (B. priscus mediator) dalle dimensioni ridotte. 

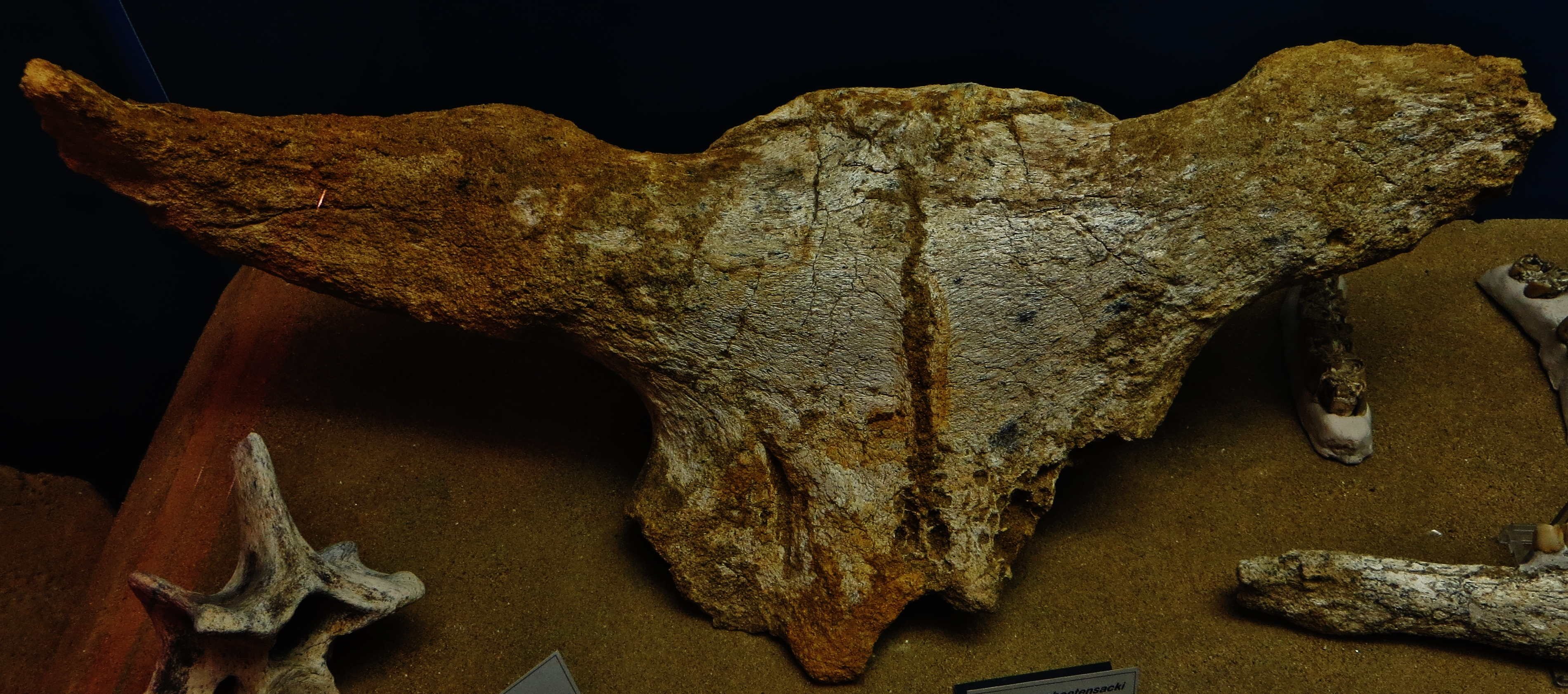
Cranio di Bison cf. schoetensacki

È stato inoltre ipotizzato che B. schoetensacki possa rappresentare la femmina di B. priscus, dal momento che le due specie sono state a volte ritrovate negli stessi giacimenti (Chatillon-Saint-Jean, Mosbach, Mauer) e che lo stesso Bison bonasus ha uno spiccato dimorfismo sessuale (Drees, 2005). Studi più recenti riguardanti il genoma di B. schoetensacki hanno dimostrato che quest'ultimo è il sister taxon, e probabilmente l'antenato, del bisonte europeo attuale (Palacio et al., 2017). 

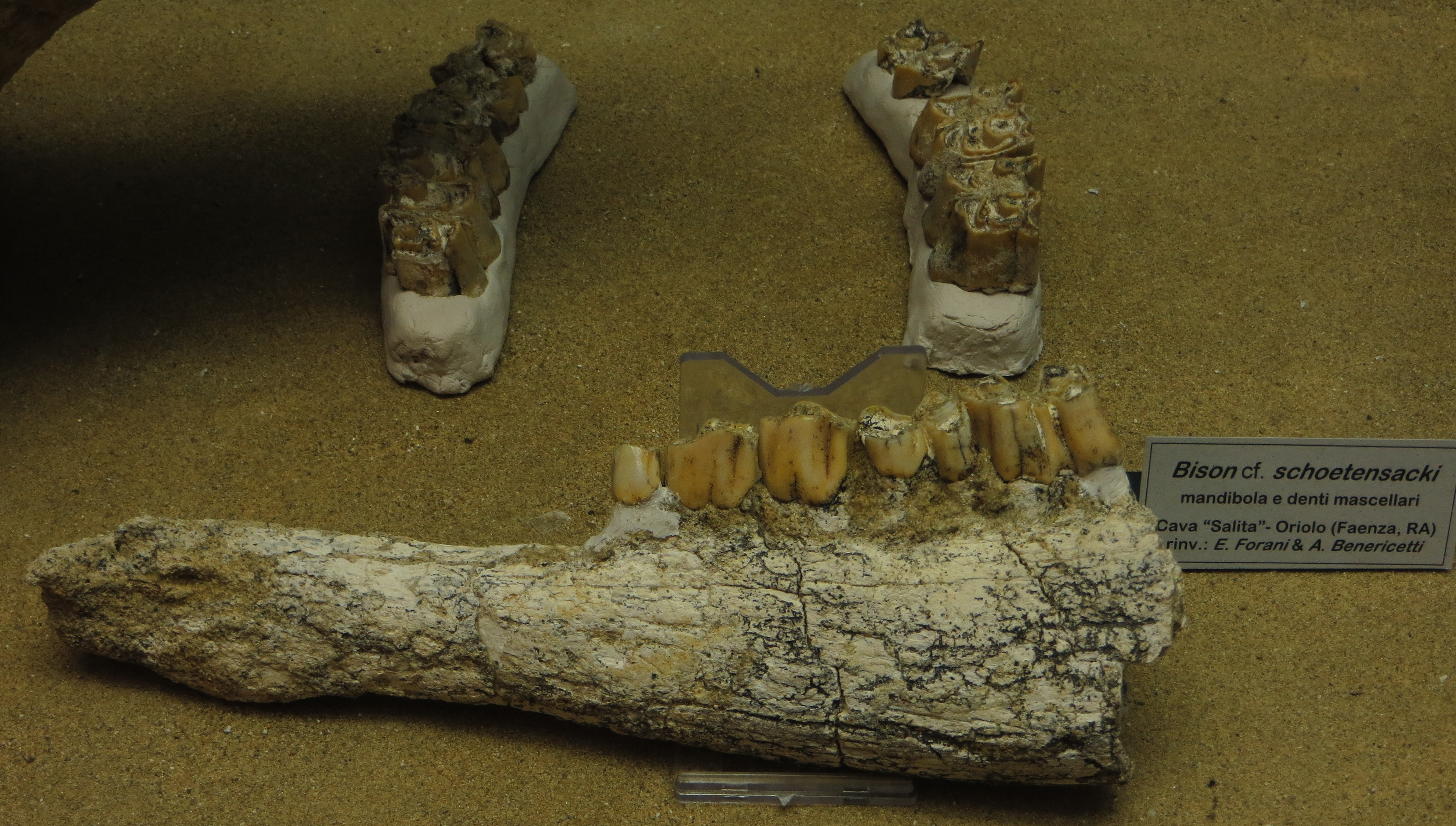
Mandibola di Bison cf. schoetensacki

## Paleoecologia e rapporti con l'uomo
Bison schoetensacki è spesso (ma non sempre) associato con una fauna di tipo boschivo. Nel sito di Isernia, risalente a circa 700.000 anni fa, i fossili di questa specie sono molto abbondanti; si suppone che fosse l'animale più cacciato dall'uomo di Isernia. La spiegazione di questo fatto può essere legata ai molteplici utilizzi che l'uomo paleolitico poteva fare del bisonte: carne nutriente, pelli e ossa ricche di midollo. Nel giacimento è stato rinvenuto un cranio di bisonte dal quale l'uomo aveva estratto il cervello per uso alimentare (Thun Hohenstein et al., 2009).